# دي خويه
مِخَيِيل يان دِخُويَه (بالهولندية: Michael Jan de Goeje؛ 1252 - 1327 ه‍ـ / 1836 - 1909 م) هو مستشرق هولندي.
كان من أعضاء المجمع الشرقي في ليدن ومجامع أخرى. تتلمذ على رينهرت دوزي و من تلامذته تيودور يونبول وفان فلوتن. من آثاره تحقيق و نشر كتب في الجغرافية العربية لليعقوبي والبلاذري.

## مؤلفاته
مع بدء النهوض الحضاري العربي الإسلامي وتوسعه ظهرت المؤلفات الجغرافية العربية وتطورت لتقوم في كل فترة بالتوثيق الجغرافي والبلداني، ولعل أهميتها تعود إلي أنها عكست بصورة ما ذلك الواقع التاريخي وأحياناً بتفصيلاته. بقي التراث العربي الجغرافي مخطوطاً ومحفوظاً في المكتبات، إلي أن صدرت طبعاته الإستشراقية بالتفاني والاهتمام من قبل المستشرق الهولندي دي غويه (1836- 1909) في سلسلة المكتبة الجغرافية العربية في عشرة أجزاء، صدرت ما بين عامي (1870- 1894) معتمداً فيها علي مخطوطات مكتبة ليدن الشهيرة. وتضمنت الكتب الأمهات الجغرافية والتاريخية ومنها:
- كتاب البلدان لليعقوبي (توفي 284هـ/ 897م) يُعني هذا الكتاب بالجغرافية الاقتصادية وإحصاءات الجباية: نشر منه دي غويه في البداية وصف المغرب وذلك في ليدن سنة 1850، ثم نشره كاملاً ضمن المكتبة الجغرافية العربية في عام 1892. وأصدرت نشرة دي غويه الكتاب في بغداد سنة 1938. ونُشرت له ترجمة فرنسية في القاهرة سنة 1937.
- فتوح البلدان الصغير للبلاذري: نشره دي غويه ضمن السلسلة السابقة عام 1870 في ليدن، ثم نُشر في القاهرة ثلاث مرات بين 1893 و1931، كما نُشرت له ترجمات إنكليزية وألمانية.
- مسالك الممالك للإصطخري (توفي سنة 350هـ) نُشر في سنة 1872.
- صورة الأرض لابن حوقل (بدأت رحلته في سنة 331هـ) أيضاً نُشر في سنة 1872.
- أحسن التقاسيم في معرفة الأقاليم للمقدسي. وضع الكتاب في سنة 375هـ (985م) وهو من أهم جغرافيي القرن الرابع الهجري، عرض في كتابه كما أوضح بروكلمان صورة للعالم الإسلامي شديدة الوضوح غنية المحتوي. نشره دي غويه في المجلد الثالث من المكتبة الجغرافية العربية في سنة 1877، وطُبع ثانية في سنة 1906.
- التنبيه والإشراف للمسعودي (توفي المسعودي في سنة 345 هـ/956م) ونشره دي غويه في المجلد الثامن من المكتبة الجغرافية العربية عام 1894 في ليدن. ونُشر في مصر أيضاً في سنة 1938. وتُرجم الي الفرنسية.
- مختارات من كتاب الخراج لأبي فرج قدامة بن جعفر (توفي حوالي 310هـ/ 922م) يعرض لنظام البريد والجباية والإدارة. نشر دي غويه مقطوعات منه في المجلد السادس من المكتبة الجغرافية العربية.
- أعاد دي غويه نشر رحلة ابن جبير في ليدن عام 1907. والجزء الخاص بـ أفريقيا والأندلس من نزهة المشتاق للإدريسي بالاشتراك مع دوزي مع ترجمة فرنسية في سنة 1866.
- كتاب تاريخ الرسل والملوك للطبري (224هـ/ 639م - 310هـ/ 923م) وهو أول من صنف تاريخاً كاملاً باللغة العربية منذ مطلع الزمان الي أيامه، ينهج فيه نهج الحوليات. نشر للمرة الأولي من قبل دي غويه في ليدن ما بين سنتي (1897 - 1898) في 15 مجلداً بالتعاون مع عدد من المستشرقين المتخصصين في أوروبا اعتماداً وتجميعاً لمخطوطات الكتاب في مكتبات العالم. وأضيفت له مقدمة وفهرس في ليدن سنة 1901. وهو من أهم الإصدارات التاريخية لـ دي غويه. ثم نشر في القاهرة في 13 جزءاً سنة 1910. ونشرت منه موضوعات بعينها وترجمت الي لغات عدة مثل الألمانية والفرنسية والفارسية والتركية.
- ومن إصدارات دي غويه التاريخية أيضاً الكامل في التاريخ لابن الأثير.
- وأصدر جزءاً من تاريخ مكة للأزرقي (توفي بعد سنة 224هـ/858م) وذلك في لايبزيغ سنة 1858.
- ونشر تجارب الأمم لابن مسكويه في ليدن ما بين سنتي 1909 - 1912.
- قام بوضع تقاويم للتاريخ والجغرافية الشرقيين في ثلاثة مجلدات في ليدن سنة 1862، كما أصدر كتاب المذكرات الشرقية التاريخية والجغرافية عالج فيه قضايا تاريخية.[7]

## روابط خارجية
- دي خويه على موقع الموسوعة البريطانية (الإنجليزية)